# Празан скуп
У математици, и њеној области теорији скупова, празан скуп је јединствен скуп који не садржи елементе. У аксиоматској теорији скупова, постојање празног скупа је постулирано аксиомом празног скупа. Разна својства скупова тривијално важе за празан скуп.
Сваки скуп осим празног се назива непразан.
У неким уџбеницима и популаризацијама празан скуп се назива „нултим скупом“. Међутим, нулти скуп је посебан појам у контексту теорије мере, у којој описује скуп нулте мере (који није нужно празан). Празан скуп се такође може назвати празним скупом.

## Нотација
Празан скп се означава симболом {\displaystyle \varnothing } или {\displaystyle \emptyset }, што долази од слова Ø из данског и норвешког алфабета. Симбол је увео Бурбаки (Андре Вајл) 1939. године. Још једна уобичајена нотација за празан скуп је {}. У прошлости, „0” се повремено користио као симбол за празан скуп, али се сада сматра да је то неправилна употреба нотације.
Симбол ∅ је доступан у Јуникод тачки U+2205. Може се кодирати у -у као &empty;; и као &#8709;. Може се кодирати у -у као \varnothing. Симбол {\displaystyle \emptyset } је кодиран у LaTeX-у као \emptyset.
Када се пише на језицима као што су дански и норвешки, где се знак празног скупа може помешати са абецедним словом Ø (као када се користи симбол у лингвистици), уместо њега се може користити Јуникодни знак U+29B0 обрнути празни скуп ⦰.

## Својства
- За сваки скуп A, празан скуп је подскуп од A:
- За сваки скуп A, унија A и празног скупа је једнака A:
- За сваки скуп A, пресек A са празним скупом је празан скуп:
- За сваки скуп A, Декартов производ A и празног скупа је празан:
- Једини подскуп празног скупа је сам празан скуп:
- Број елемената празног скупа (то јест његова кардиналност) је нула; празан скуп је коначан скуп:
|∅| = 0
- За свако својство:
  - за сваки елемент ∅ својство важи
  - не постоји елемент ∅ за који својство важи
- Обрнуто: ако за неко својство следећа два тврђења важе:
  - за сваки елемент V својство важи
  - не постоји елемент V за који својство важи

онда  = ∅
У теорији скупова, два скупа су једнака ако имају исте елементе; стога може да постоји само један празан скуп.
Ако се посматра као подскуп реалне бројевне праве (или општије било ког тополошког простора), празан скуп је и затворен и отворен. Све његове граничне тачке (којих нема) су унутар празног скупа, и стога је он затворен; док за сваку његову тачку (којих нема), постоји отворена околина у празном скупу, и скуп је стога отворен.

### Операције на празном скупу
Када се говори о збиру елемената коначног скупа, неизбежно се долази до конвенције да је збир елемената празног скупа нула. Разлог за то је тај што је нула елемент идентитета за сабирање. Слично, производ елемената празног скупа треба сматрати да је један (погледајте празан производ), пошто је један елемент идентитета за множење.
Дисмутација је пермутација скупа без фиксних тачака. Празан скуп се може сматрати поремећајем сам по себи, јер има само једну пермутацију ({\displaystyle 0!=1}), и потпуно је тачно да се ниједан елемент (празног скупа) може наћи који задржава свој првобитни положај.

## У другим областима математике

### Проширени реални бројеви
Пошто празан скуп нема припаднике када се сматра подскупом било ког уређеног скупа, сваки члан тог скупа ће бити горња и доња граница за празан скуп. На пример, када се посматра као подскуп реалних бројева, са својим уобичајеним редоследом, представљеним реалоном бројевном линијом, сваки реалан број је горња и доња граница за празан скуп. Када се посматра као подскуп проширених реалних вредности формираних додавањем два „броја“ или „тачке“ реалним бројевима (наиме негативна бесконачност, означена {\displaystyle -\infty \!\,,} која је дефинисана као мања од сваког другог проширеног реалног броја, и позитивна бесконачност, означена са {\displaystyle +\infty \!\,,} која је дефинисана да је већа од сваког другог проширеног реалног броја), добија се да је:
{\displaystyle \sup \varnothing =\min(\{-\infty ,+\infty \}\cup \mathbb {R} )=-\infty ,}
и
{\displaystyle \inf \varnothing =\max(\{-\infty ,+\infty \}\cup \mathbb {R} )=+\infty .}
Другим речима, најмања горња граница (суп или супремум) празног скупа је негативна бесконачност, док је највећа доња граница (инф или инфимум) позитивна бесконачност. По аналогији са наведеним, у домену проширених реалних вредности негативна бесконачност је идентични елемент за операторе максимума и супремума, док је позитивна бесконачност елемент идентитета за операторе минимума и инфимума.

### Топологија
У било ком тополошком простору X, празан скуп је отворен по дефиницији, као и X. Пошто је комплемент отвореног скупа затворен, а празан скуп и X су комплементарни један другом, празан скуп је такође затворен, што га чини отворено-затвореним скупом. Штавише, празан скуп је компактан чињеницом да је сваки коначни скуп компактан.
Затварање празног скупа је празно. Ово је познато као „очување нулуларних унија”.

### Теорија категорија
Ако је {\displaystyle A} скуп, онда постоји тачно једна функција {\displaystyle f} од {\displaystyle \varnothing } до {\displaystyle A,} празна функција. Као резултат тога, празан скуп је јединствени почетни објекат категорије скупова и функција.
Празан скуп се може претворити у тополошки простор, назван празан простор, на само један начин: дефинисањем празног скупа да буде отворен. Овај празан тополошки простор је јединствени почетни објекат у категорији тополошких простора са непрекидним мапама. Заправо, то је строги почетни објекат: само празан скуп има функцију за празан скуп.

### Теорија скупова
У фон Нојмановој конструкцији ординала, 0 је дефинисана као празан скуп, а наследник ординала је дефинисан као {\displaystyle S(\alpha )=\alpha \cup \{\alpha \}}. Дакле, имамо {\displaystyle 0=\varnothing }, {\displaystyle 1=0\cup \{0\}=\{\varnothing \}}, {\displaystyle 2=1\cup \{1\}=\{\varnothing ,\{\varnothing \}\}}, и тако даље. Фон Нојманова конструкција, заједно са аксиомом бесконачности, која гарантује постојање најмање једног бесконачног скупа, може се користити за конструисање скупа природних бројева, {\displaystyle \mathbb {N} _{0}}, тако да су Пеанове аксиоме аритметике задовољене.